# 雷梅迪奧斯區
8°14′N 82°51′W / 8.233°N 82.850°W
雷梅迪奧斯區（西班牙語：Distrito de Remedios），是巴拿馬的一個行政區，位於該國西部，由奇里基省負責管轄，始建於1589年，面積166.8平方公里，2010年人口4,052，人口密度每平方公里24.29人。